# Ještědsko-kozákovský hřbet
Ještědsko-kozákovský hřbet (332.32) – pasmo górskie w  Czechach w Sudetach Zachodnich.

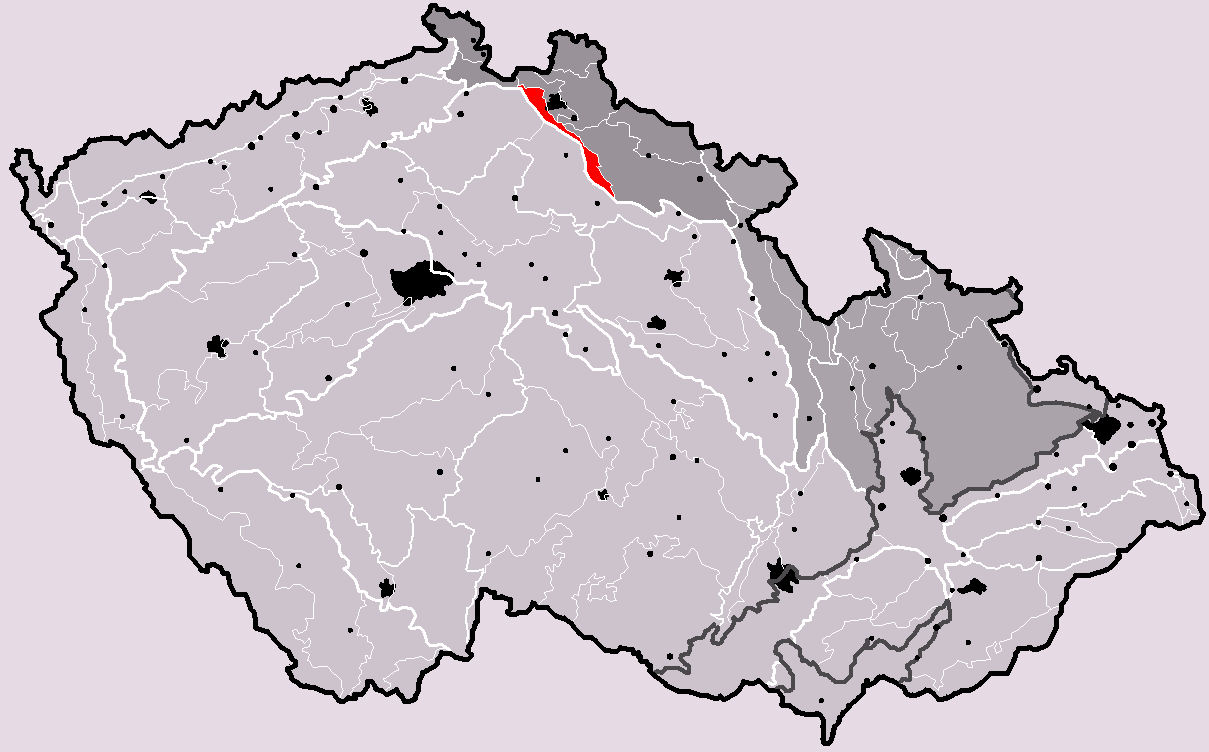
Położenie pasma

Jest to niewielkie pasmo górskie o charakterze górskim i wyżynnym, stanowiące mezoregion Sudetów Zachodnich, położone w północnych Czechach. Tworzy długi, wąski grzbiet o przebiegu północny zachód – południowy wschód.
Dieli się na:
- Ještědský hřbet
  - Kryštofovy hřbety
  - Hlubocký hřbet
  - Kopaninský hřbet

- Kozákovský hřbet
  - Komárovský hřbet
  - Táborský hřbet

Od północnego wschodu graniczy z Kotliną Liberecką, będącą fragmentem Kotliny Żytawskiej (czes. Žitavská pánev) i Podgórzem Karkonoskim, od południowego zachodu z wyżynami Ralská pahorkatina i Jičínská pahorkatina. Na północnym zachodzie graniczy z Górami Łużyckimi (czes. Lužické hory).
Pasmo górskie zbudowane jest w większości ze skał metamorficznych, ponadto z gruboziarnistego granitu. We wschodniej części występują górnokarbońskie i permskie piaskowce i zlepieńce, permskie skały wulkaniczne oraz górnokredowe piaskowce. W kilku miejscach przebijają się na powierzchnię bazaltowe wylewy. Najwyższym wzniesieniem jest Ještěd (1012 m n.p.m.).
Ještědsko-kozákovský hřbet jest jednym ze znaczących obszarów wypoczynkowych w Czechach. Są tu dobre warunki dla letniej turystyki pieszej i rowerowej. Podczas zimowego okresu pasmo stanowi miejsce atrakcyjne dla narciarzy z wielką liczbą tras biegowych i narciarskich, przygotowanych na tym terenie w ośrodkach narciarskich.